# Dragovac (Požarevac)
Dragovac (em cirílico:Драговац) é uma vila da Sérvia localizada no município de Požarevac, pertencente ao distrito de Braničevo, na região de Braničevo. A sua população era de 910 habitantes segundo o censo de 2002.

## Demografia
| 1948  | 1953  | 1961  | 1971  | 1981  | 1991  | 2002 |
| ----- | ----- | ----- | ----- | ----- | ----- | ---- |
| 1 261 | 1 317 | 1 372 | 1 253 | 1 196 | 1 166 | 910  |